# Грамш
Грамш (на албански: Gramshi, понякога Грамец или Грамеч) e град в Албания. Населението му е 8440 жители (2011 г.). Намира се в часова зона UTC+1. Пощенският му код е 3301, а телефонният е 0513. МПС кодът му е GR.